# Террозу, Тьягу
Тья́гу Андре́ Ра́муш Терро́зу (порт. Tiago André Ramos Terroso; 13 января 1988, Вила-ду-Конди, Португалия) — португальский футболист, полузащитник.

## Карьера
Начинал играть в клубе родного города «Риу Аве». Также выступал в португальских клубах «Пампильоза», «Варзим» и «Униан Лейрия». С февраля 2012 года по конец того же года — в «Черноморце». В начале 2013 года игрок покинул одесскую команду и перешёл в португальский клуб «Ольяненсе».